# Рафаель Трейсі
Рафаель Трейсі (англ. Raphael Tracey, 6 лютого 1904, Іллінойс, США — 6 травня 1975, Сент-Луїс, США) — американський футболіст, що грав на позиції захисника, зокрема, за клуб «Бен Міллерс», а також національну збірну США.

## Клубна кар'єра
У футболі дебютував 1925 року виступами за команду «Веспер Б'юїк». 
Завершив професійну ігрову кар'єру у клубі «Бен Міллерс».
| Дата      | Місто      | Господарі | Результат | Гості    | Турнір             | Голи | Примітки |
| --------- | ---------- | --------- | --------- | -------- | ------------------ | ---- | -------- |
| 13-7-1930 | Монтевідео | США       | 3 – 0     | Бельгія  | ЧС 1930 - 1-й етап | -    |          |
| 17-7-1930 | Монтевідео | США       | 3 – 0     | Парагвай | ЧС 1930 - 1-й етап | -    |          |
| 26-7-1930 | Монтевідео | Аргентина | 6 – 1     | США      | ЧС 1930 - півфінал | -    |          |
| Усього    |            | Матчів    | 3         |          | Голів              | 0    |          |

Помер 6 травня 1975 року на 72-му році життя у місті Сент-Луїс.

## Титули і досягнення
- Бронзовий призер чемпіонату світу: 1930